# Lawrence Carroll

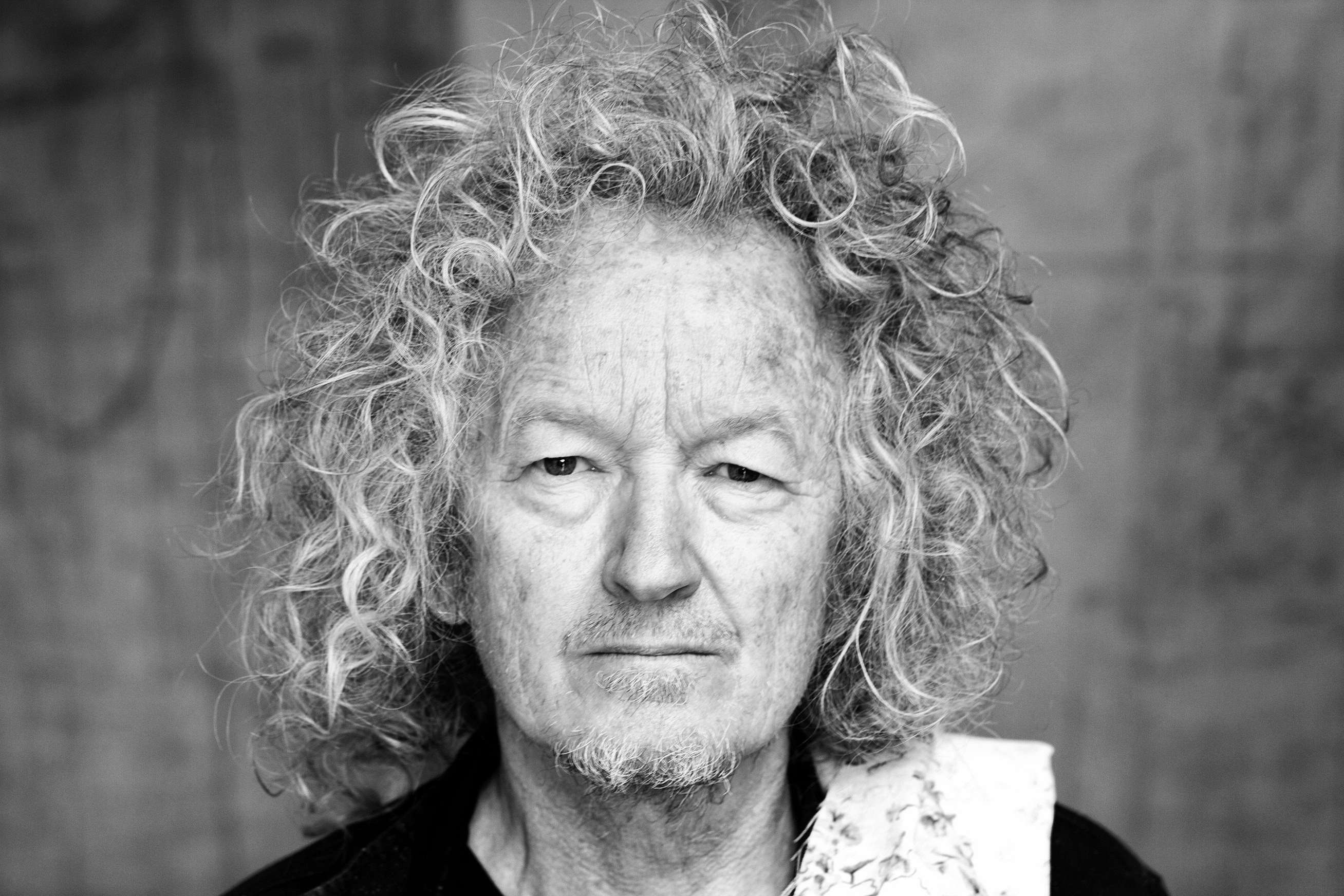
Lawrence Carroll, 2014

Lawrence W. Carroll (* 26. Oktober 1954 in Melbourne, Australien; † 21. Mai 2019 in Köln) war ein australisch-US-amerikanischer Maler und Objektkünstler.

## Leben
Lawrence Carroll wurde in Melbourne in ein australisch-irisches Elternhaus hineingeboren und wuchs in Kalifornien auf. In den 1970er Jahren studierte er am Art Center College of Design in Los Angeles und zog später nach New York. Ende der neunzehnhundertachtziger Jahre wurde er in Deutschland bekannt, als ihn Harald Szeemann für die Ausstellung „Einleuchten“ (1989) in die Deichtorhallen in Hamburg einlud. 1992 nahm Carroll auf Einladung von Jan Hoet an der documenta IX in Kassel teil. Lawrence Carroll war Hochschullehrer für Malerei an der Universität Venedig. 2013 wurde Carroll eingeladen im Pavillon des Vatikans der 55. Biennale von Venedig auszustellen. 2014 richtete das MAMbo - Museo d’Arte Moderna di Bologna Lawrence Carrolls Retrospektive  Ghost House aus. 2017 hatte Carroll eine umfangreiche Ausstellung im Kunstmuseum Kloster Unser Lieben Frauen Magdeburg mit Arbeiten aus den 1980er Jahren bis 2017. Ein aufwändig gestalteter Katalog mit Texten von Uwe Gellner, David Carrier and Terry R. Myers, erschienen im Verlag für Moderne Kunst Wien, begleitete die Ausstellung. Ebenfalls 2017 fand eine Ausstellung im Museo Vincenzo Vela, Ligornetto, CH, statt, die von einem ausführlichen Katalog begleitet wurde. 2018 drehte Simona Ostinelli die Dokumentation Lawrence Carroll, Finding a place, in der der Künstler auch bei den Vorbereitungen zu seiner Ausstellung im Museo Vincenzo Vela in Ligornetto zu sehen ist. David Carrier veröffentlichte 2018 Aesthetic Theory, Abstract Art and Lawrence Carroll, die erste theoretische Monographie über den Künstler.

## Werk
Lawrence Carrolls Arbeiten entwickeln die zentralen Traditionen der amerikanischen modernistischen Abstraktion kühn weiter und setzen sich mit einer grundlegenden Frage der ästhetischen Theorie, der Frage nach der Natur des Mediums Malerei, auf höchst originelle und erfolgreiche Weise auseinander. Die Arbeiten changieren zwischen Malerei und Skulptur und gehen mit ihrer Plastizität über den traditionellen Werkbegriff eines Bildes hinaus. Der Betrachter kann die Arbeiten erst in ihrer Gesamtheit erfassen, wenn er sich um das Werk herum begibt. Die Arbeiten zeigen sich als „malerische Konstruktion“, in deren Struktur oder Oberfläche der Künstler Objekte einarbeitet und sie auf diese Weise aufbricht, zugleich aber wieder neu zusammensetzt oder sie „repariert“, wie er selbst sagt.
Seit den 1980er Jahren sind rund ein Dutzend verschiedene Bildgattungen entstanden. Die Bezeichnungen verweisen beispielsweise auf den Entstehungsprozess wie Cut Paintings, Insert Paintings und Stacked Paintings oder verleihen den Arbeiten einen lebendigen Charakter, wie Sleeping Paintings und Freezing Paintings. Auch die Präsentation an sich wird reflektiert, wie bei den Shelf Paintings, Corner Paintings oder Table Paintings.
Die bekannten „White Paintings“ umfassen Werke, die unterschiedlich hergestellt sind. Die „Cut Paintings“ sind Gemälde, aus denen ein Stück Leinwand herausgeschnitten wurde, welches dann wieder eingesetzt wurde. „Golden Shadow“ bestehen aus Leinwand und Holz, die „Calendar Paintings“ sind so an der Wand befestigt, dass sie einem Kalender ähneln. „Sleeping Paintings“ sind große Gemälde aus verschiedenen Stücken Leinwand.
Carroll versah seine nuancenreichen monochromen Malereien nicht mit Titeln, in Klammern gab er aber gerne an was ihre Form prägte: „Window Painting“, „Insert Painting“ oder was sie atmosphärisch ausstrahlen: „Light Painting“, „Dust Painting“, „Drinking the Rain“.

## Sammlungen
Lawrence Carroll ist in zahlreichen öffentlichen und privaten Sammlungen vertreten, darunter das Solomon R.Guggenheim Museum, New York, Museum of Contemporary Art MOCA, Los Angeles, Los Angeles County Museum of Art, Los Angeles, Museum of Fine Arts, Houston, Museum of Contemporary Art, San Diego, Margulies Collection, Miami, Rubell Family Collection, Miami, Chase Manhattan Bank, New York, Städtisches Museum Abteiberg, Mönchengladbach, Kunstmuseum Kloster Unser lieben Frauen, Magdeburg, Kunsthalle Mannheim, Schaufler Foundation Schauwerk Sindelfingen, LAC Lugano Arte e Cultura, Schweiz, Museo di Arte Moderna e Contemporanea di Rovereto Palazzo Ducale, Sassuolo, Italien (Dauerhafte Installation), Panza Collection, Mendrisio, CH, EMMA Museum, Espoo, Finnland, Sara Hildén Art Museum, Tampere (Finnland), Fundación Jumex Arte Contemporáneo, Mexiko-Stadt, Museo de Bellas Artes, Caracas, Venezuela, National Museum of Modern Art, Tokio, Art Gallery of New South Wales, Sydney, Australien, Long Museum, Shanghai, China. Museum Abteiberg Mönchengladbach, Museo Cantonale d’Arte, Lugano, Sammlung Wemhöner, Herford/Berlin, und weitere.

## Bücher
- David Carrier – Aesthetic Theory, Abstract Art and Lawrence Carroll, Bloomsbury Academic, 2018, 208 Seiten, Englisch, ISBN 978-1-350-00956-1. Dieser philosophische Kommentar ist die erste Monografie, die Lawrence Carroll gewidmet ist und bedient sich der Mittel der analytischen Ästhetik. Aesthetic Theory, Abstract Art, and Lawrence Carroll erklärt, wie Carroll das Medium der Malerei versteht; zeigt, was seine Kunst über die Identität der Malerei als Kunst aussagt; diskutiert den Platz seiner Bilder in der Entwicklung der Abstraktion; und bietet schließlich eine Interpretation seiner Kunst[16].
- I Have Longed to Move Away: Lawrence Carroll, Works 1985–2017, Museo Vincenzo Vela, Ligornetto, CH – 5 Continents Editions, 2017, 208 Seiten, Italienisch / Englisch, ISBN 978-88-7439-772-3, Herausgegeben von Gianna A. Mina, mit Texten von David Carrier, Lara Conte, Petra Giloy-Hirtz, Gianna A. Mina und einem Gespräch mit dem Künstler und Barbara Catoir
- Lawrence Carroll – As the Noise Falls Awa, Kunstmuseum Magdeburg – Verlag für Moderne Kunst Wien, 2018, Veröffentlicht anlässlich der gleichnamigen Ausstellung im Kunstmuseum Kloster Unser Lieben Frauen Magdeburg, Herausgegeben von Annegret Laabs und Uwe Gellner, 112 Seiten Deutsch / Englisch, ISBN 978-3-903228-77-1, mit Texten von David Carrier, Uwe Gellner und Terry R. Myers

## Arbeiten

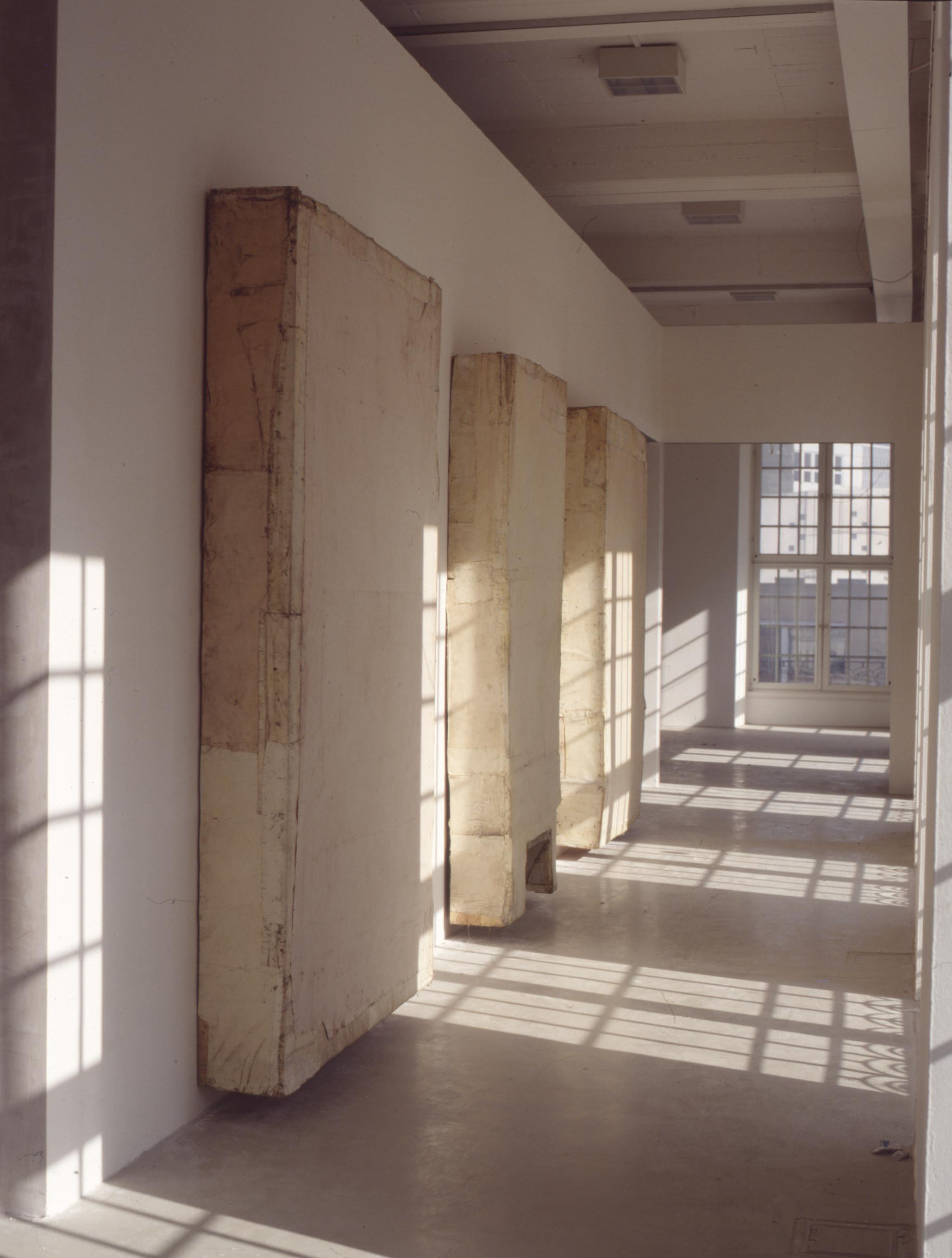
Lawrence Carroll, documenta IX, Kassel
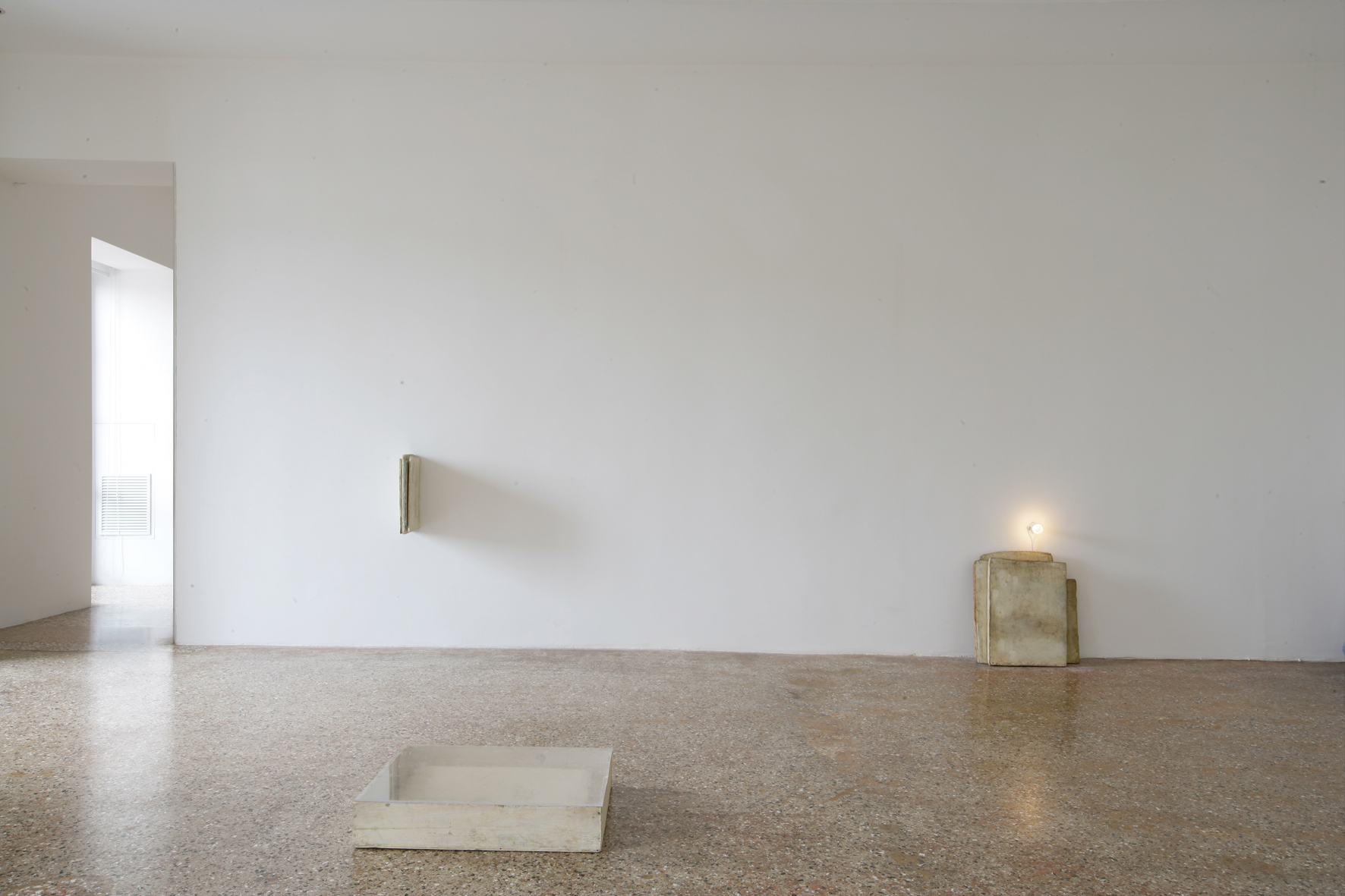
Lawrence Carroll, Installation, Museo Correr, Venedig, 2008
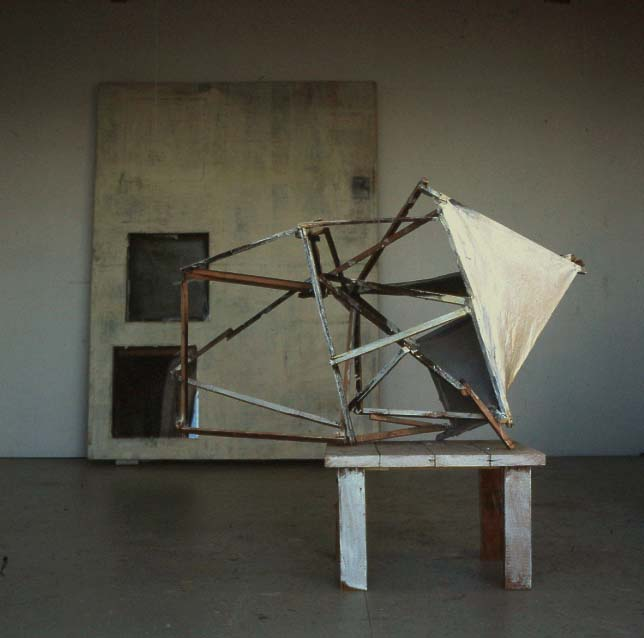
Lawrence Carroll, table painting, Malibu, California, 2002
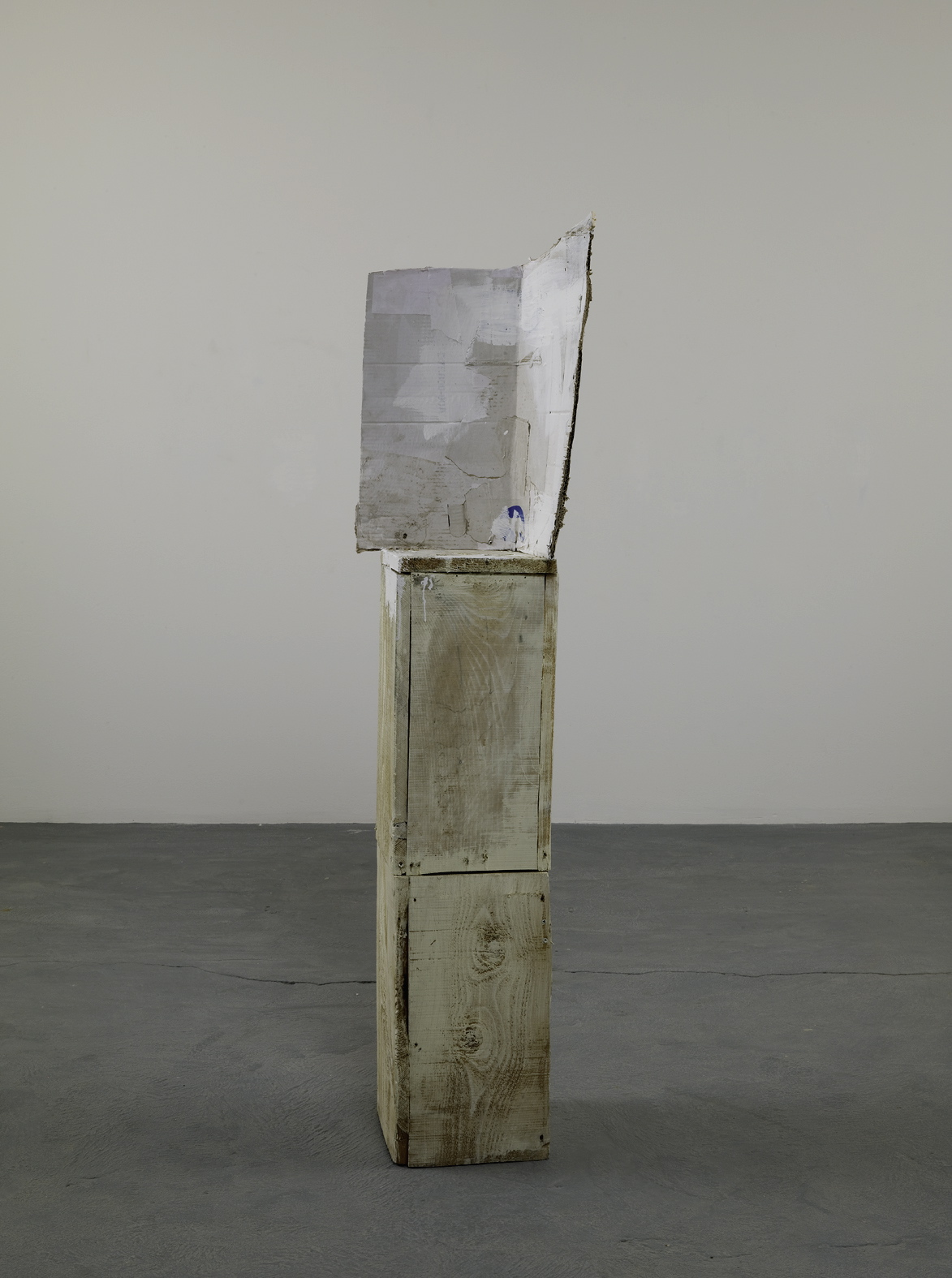
Lawrence Carroll, table painting, Venice, 2008–2009
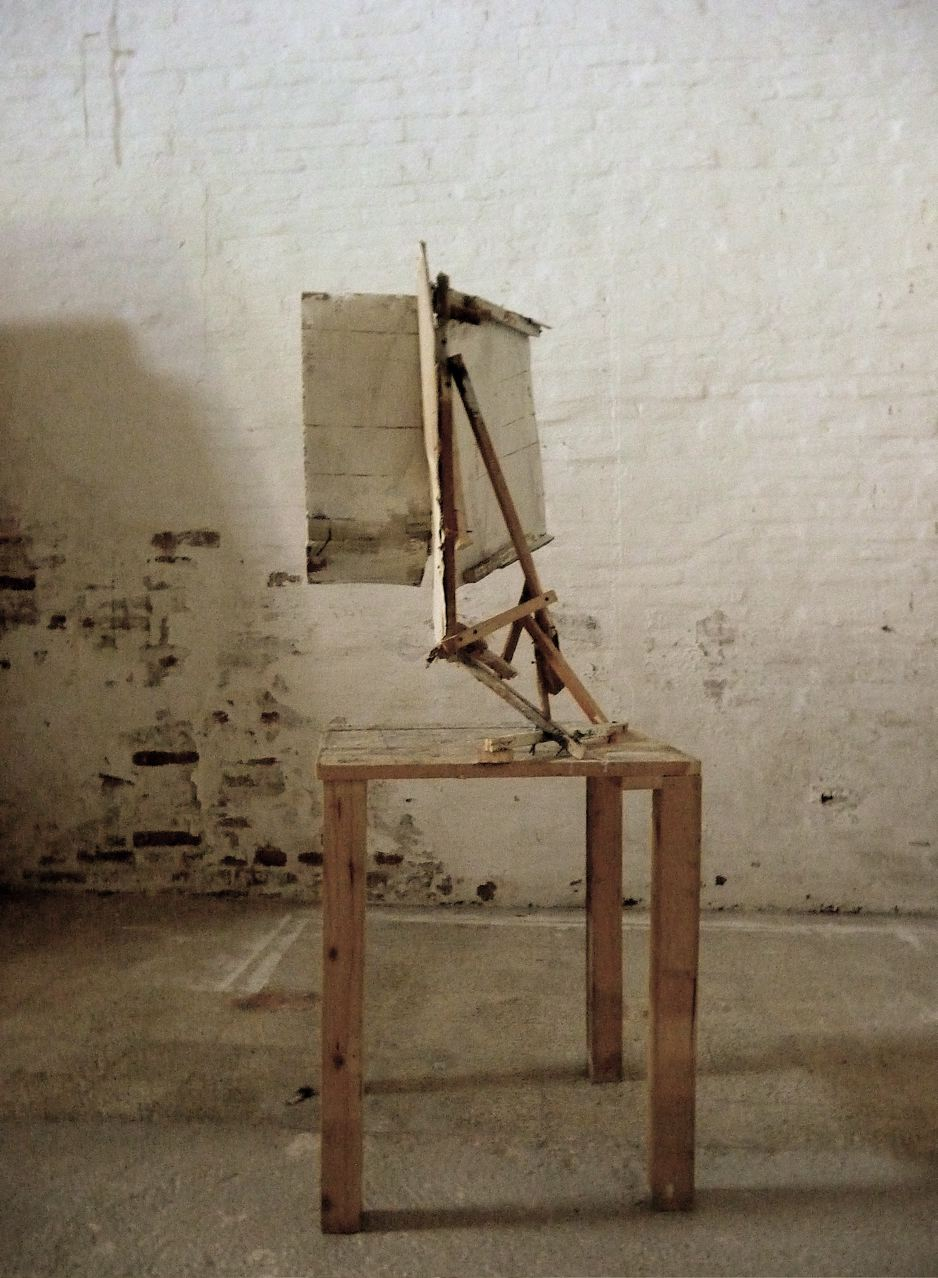
Lawrence Carroll, table painting, Venice
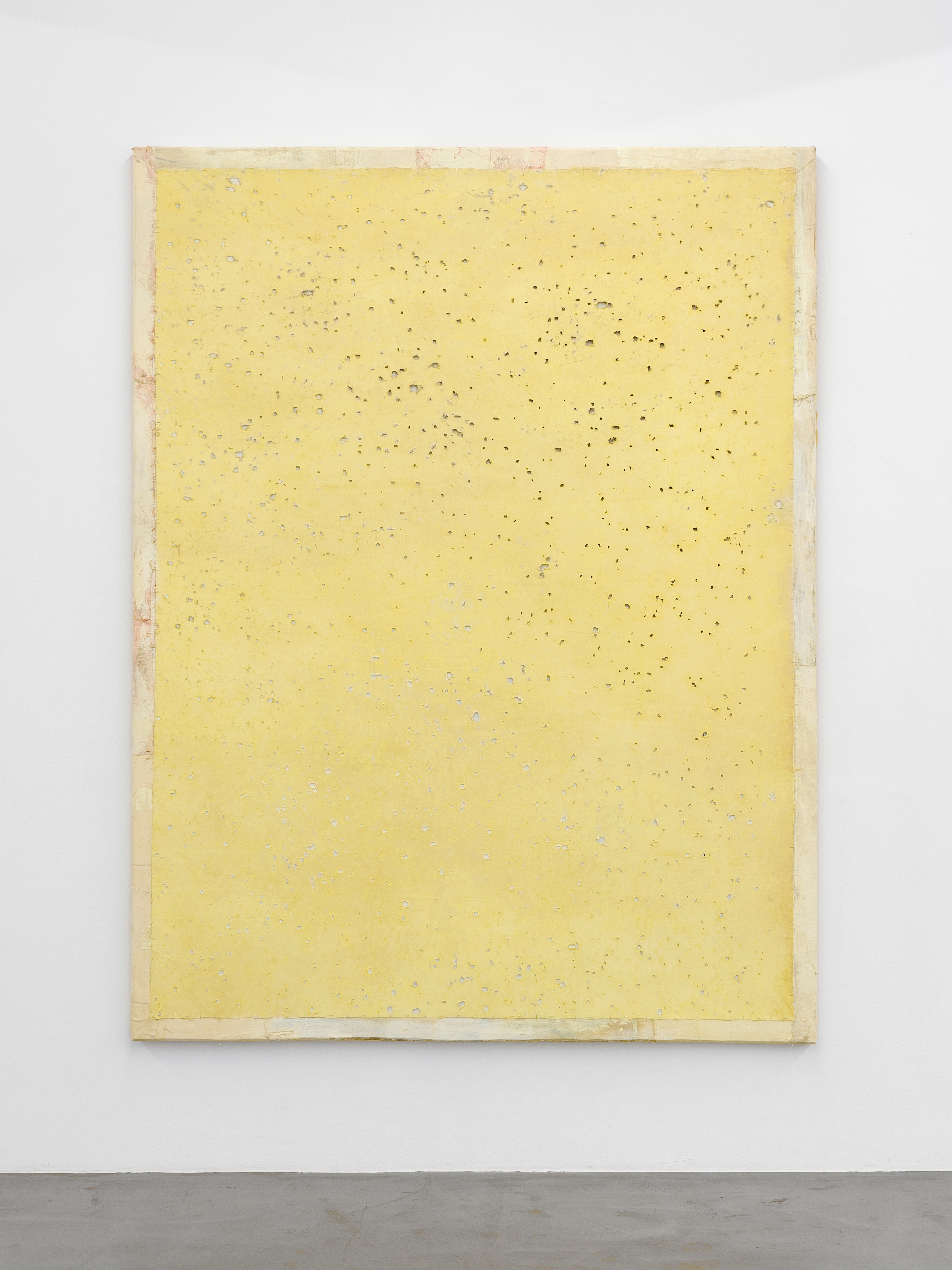
Lawrence Carroll, Untitled (Yellow Painting), 2017, Oil, wax, staples, house paint, dust, canvas on wood, 262 (h) x 200 x 6 cm / 103¼ (h) x 78¾ x 2¼ in
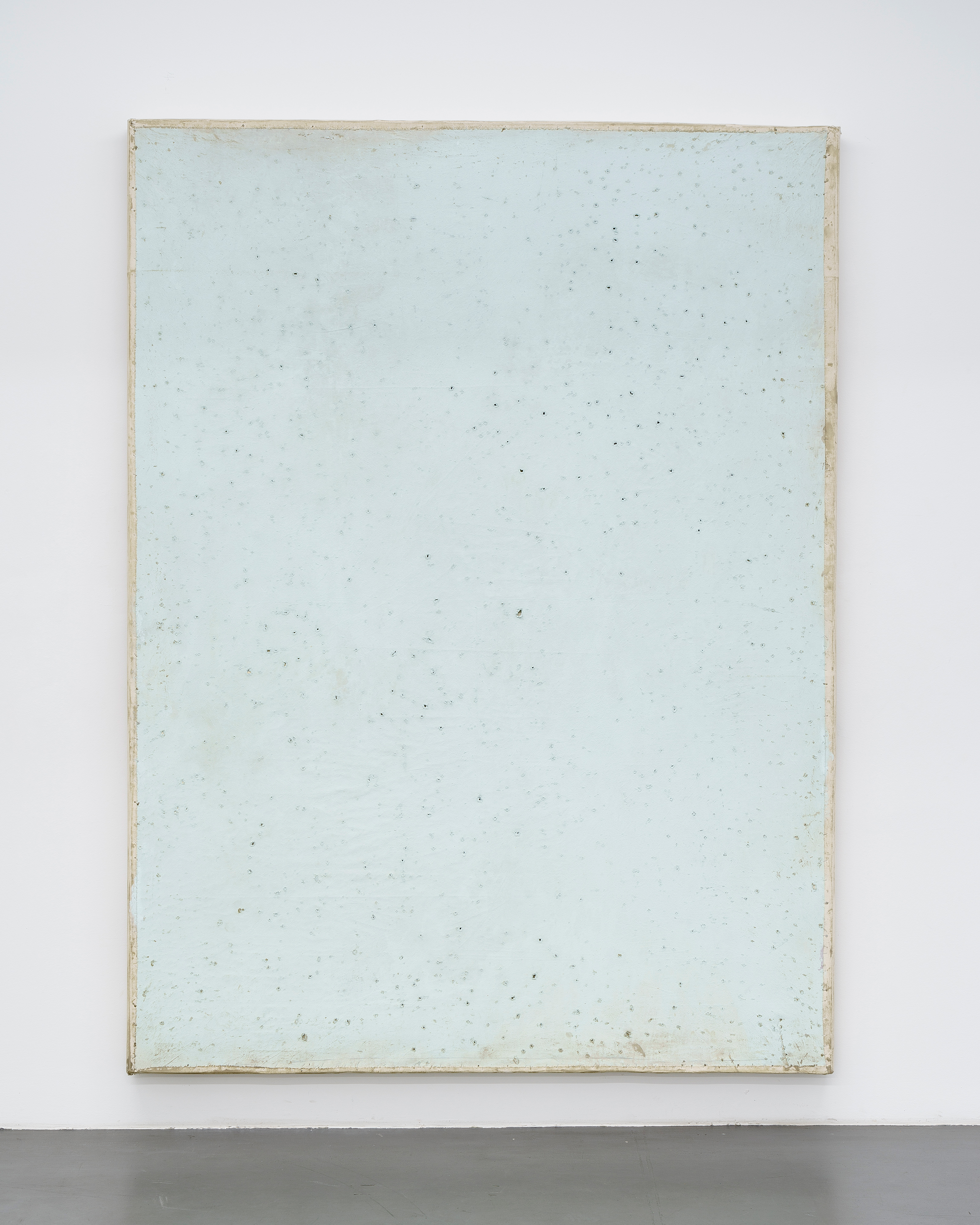
Lawrence Carroll, Untitled (Blue Painting), 2016, Oil, wax, house paint, canvas, staples on wood, 289 (h) x 216 x 10 cm / 113¾ (h) x 85 x 4 in
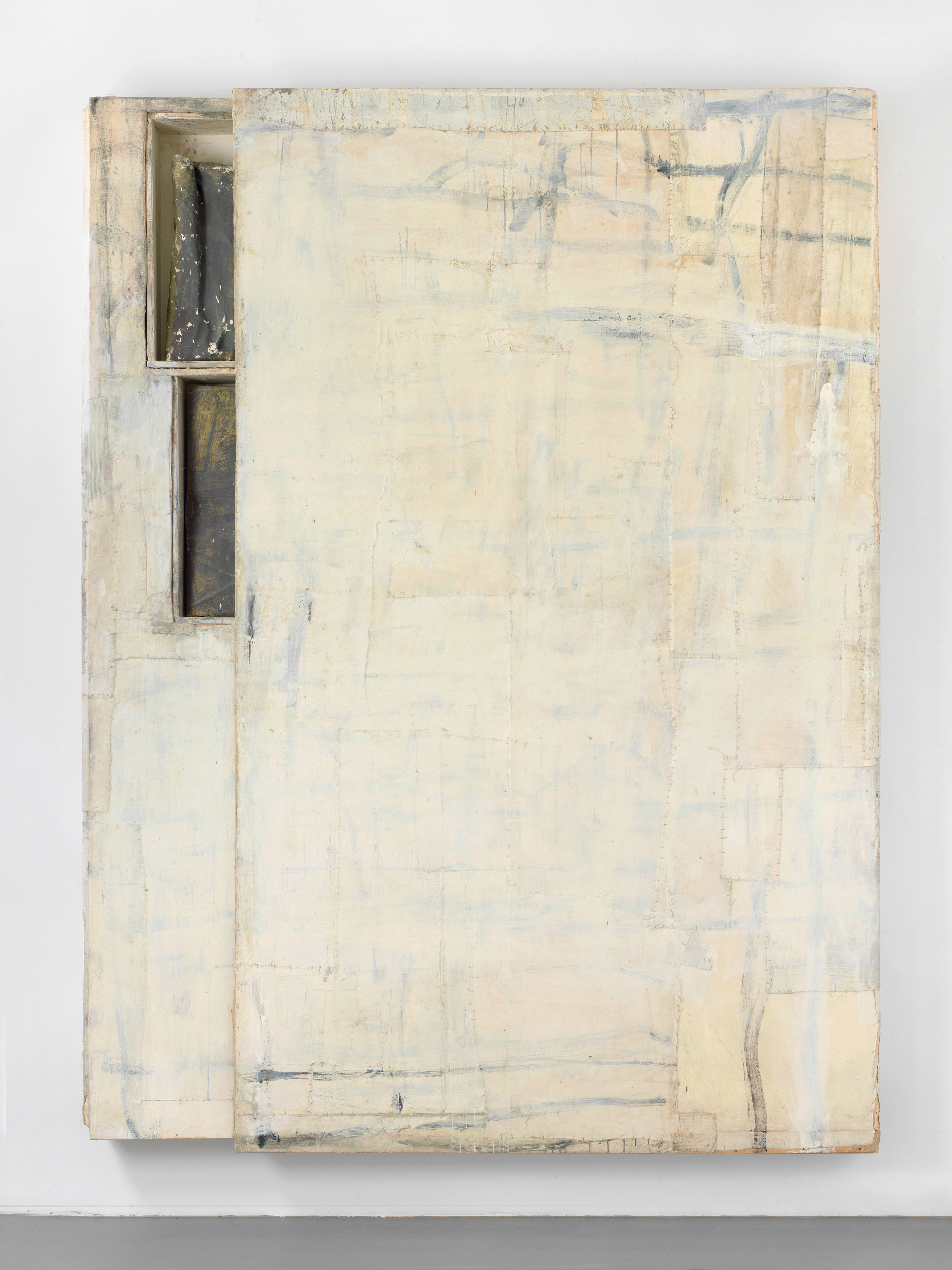
Lawrence Carroll, Untitled (slip painting), 2006, Oil, wax, house paint, staples, canvas on wood, 2 painted tarps, 313 (h) x 235 x 25 cm, 123¼ (h) x 92½ x 9¾ in